# OM Orsetto
L'OM Orsetto était un petit camion fabriqué par le constructeur italien OM de 1966 à 1972.

## Histoire
Avec les nouvelles dispositions du Code de la route européen qui autorisait à tout titulaire d'un permis de conduite automobile "B" à utiliser un véhicule utilitaire dont le poids total ne dépasse pas les 3,5 tonnes, OM lance le plus petit de ses camions légers de la série "zoologique", l'Orsetto, en 1966.
Strictement identique à son frère le Cerbiatto esthétiquement, il était reconnaissable à son essieu simple à l'arrière en lieu et place des roues jumelées des modèles plus lourds.
Il disposait du même moteur réputé très fiable de 81 ch du Leoncino et de la même cabine.
Au sein de la série moyenne OM aux appellations zoologiques qui comprenait des modèles allant de 3,5 à 10 tonnes de PTC, l'Orsetto se plaçait au début de la gamme avec un PTC de 3,5 tonnes et une charge utile de 2,0 tonnes.

## Production à l'étranger
À la suite d'un deuxième accord de coopération signé avec Fiat V.I. le 5 août 1978, en échange d'une prise de participation de 36% dans le capital de Zastava Kamioni, filiale de Zastava dédiée aux poids lourds et autobus, le constructeur yougoslave acquiert les licences pour fabriquer les Fiat OM 40/35 et 40, versions d'entrée de gamme de la série Fiat-OM série « X », modèles qui ont conservé l'ancienne cabine des OM série « zoologique » dérivés du petit OM Orsetto 15 (ourson), PTAC 3,0 tonnes avec une charge utile de 1,8 tonnes.
Pour respecter la continuité de la gamme Zastava, le constructeur yougoslave conserve la numérotation typique Fiat V.I. qu'il a adoptée, les camions font tous partie de la numérotation 600. Zastava Kamioni lance la nouvelle série de petits camions :
- 615.AN, A pour le distinguer de la 1re version avec cabine à capot, mais conservant une charge utile de 1,5 tonnes,
- 624, charge utile de 2,4 tonnes,
- 630, charge utile 3,0 tonnes,
- 635, charge utile 3,5 tonnes.